# North Aulatsivik Island
North Aulatsivik Island is een onbewoond eiland van 128 km² in de Labradorzee dat deel uitmaakt van de Canadese provincie Newfoundland en Labrador. Het eiland bevindt zich vlak voor de kust van het noordelijkste gedeelte van de regio Labrador en maakt deel uit van het Nationaal Park Torngat Mountains.

## Toponymie
Historisch noemden de Inuit van Labrador het eiland Aulatsivik. Hamilton verklaart dit uit de Inuittalen komend toponiem in zijn Place Names of Atlantic Canada (1997) als "plaats van dominantie". Dat zou een verwijzing zijn naar de hoogte waarmee het eiland uittorent ten aanzien van de zee.
De prefix "North" kwam in de officiële benaming om alzo het onderscheid te maken met een ander groot en eveneens Aulatsivik geheten eiland voor de kust van Labrador. Dat eiland ligt zo'n 340 km verder zuidoostwaarts (in de Nainarchipel) en kreeg officieel de naam South Aulatsivik Island toebedeeld.